# Debaser
Debaser is een single van de Amerikaanse alternatieve rockgroep Pixies. Het is het openingsnummer van het album Doolittle uit 1989, maar werd pas in 1997 uitgebracht als single ter promotie van het compilatiealbum Death to the Pixies. De groep was toen al enkele jaren uit elkaar.

## Achtergrond
Debaser werd geschreven door frontman en zanger Black Francis nadat hij de film Un chien andalou van Luis Buñuel had gezien. De tekst "I am un chien andalusia" komt van de titel van de film. "Slicing up eyeballs" komt van een scène waarin het oog van een vrouw wordt opengesneden. De titel Debaser komt van het onderwerp van de film over de verslagenheid ("debasing") van moraliteit in kunst.
Het nummer is 2:52 minuten lang en begint met een basloopje van Kim Deal. Francis gebruikt een agressieve en schreeuwende manier van zang en Deal vult zuivere achtergrondvocalen bij.

## Covers
Debaser werd gecoverd door de indieband Rogue Wave voor het tv-programma The O.C.